# Torkanivka, Trosteaneț
Torkanivka (în ucraineană Торканівка) este localitatea de reședință a comunei Torkanivka din raionul Trosteaneț, regiunea Vinnița, Ucraina.

## Demografie
Componența lingvistică a localității Torkanivka
     Ucraineană (98,4%)
     Rusă (1,51%)
Conform recensământului din 2001, majoritatea populației localității Torkanivka era vorbitoare de ucraineană (98,4%), existând în minoritate și vorbitori de rusă (1,51%).